# USS LST-840
O USS LST-840 foi um navio de guerra norte-americano da classe LST que operou durante a Segunda Guerra Mundial.